# Władysław Orzechowski
Władysław Orzechowski, ps. Daniel (ur. 13 lutego 1883 w Warszawie, zm. 6 kwietnia 1966 w Moskwie) – działacz SDKPiL i RKP(b), funkcjonariusz Czeki.

## Życiorys
Po skończeniu 5 klas szkoły rzemieślniczej w 1900 pracował w kopalniach „Kazimierz” w Porąbce i „Saturn” oraz „Czeladź” k. Sosnowca. Od 1903 członek kół młodzieży socjalistycznej, a od czerwca 1905 - SDKPiL. Współorganizator i kierownik tajnej drukarni SDKPiL w Będzinie. Kierownik sosnowieckiej dzielnicy organizacji SDKPiL, powiatowej organizacji SDKPiL w Radomsku i jednej z trzech dzielnic organizacji SDKPiL w Częstochowie, a od lipca 1906 członek Komitetu Częstochowskiego SDKPiL. Organizował związki zawodowe SDKPiL w fabrykach w Częstochowie i agitował w tamtejszym garnizonie wojskowym. 1907–1911 więziony za działalność komunistyczną, następnie przebywał na zesłaniu. Po rewolucji lutowej 1917 został sekretarzem Tułuńskiego Komitetu Wykonawczego Rady Delegatów Robotniczych (RDR) i wstąpił do SDPRR (b). W grudniu 1917 wstąpił do Czerwonej Gwardii, następnie pracował w Komitecie Aprowizacyjnym przy Irkuckiej RDR i był sekretarzem sekcji polskiej przy Irkuckim Komitecie Gubernialnym RKP(b) oraz sekretarzem Komisariatu Polskiego w Irkucku. W grudniu 1919 był komisarzem sztabu oddziału partyzanckiego podczas powstania przeciw Kołczakowi w Irkucku. W styczniu 1920 walczył przeciw „białym” w 1. Brygadzie Komunistycznej, potem był pełnomocnikiem do spraw walki z przestępstwami służbowymi Czeki w Smoleńsku, Mińsku i Wilnie. XII 1920–1925 pracował w Gubernialnym Komitecie Wykonawczym w Smoleńsku, spółdzielczości i Gubernialnej Komisji Kontroli RKP(b) w Smoleńsku, później kierował biurami polskimi przy komitetach gubernialnych Komunistycznej Partii (bolszewików) Ukrainy (KP(B)U) m.in. w Żytomierzu i Chersoniu. Współpracował z polskojęzycznymi pismami na sowieckiej Ukrainie, m.in. z „Trybuną Radziecką” i „Sierpem”. W 1931 wstąpił do Stowarzyszenia Starych Bolszewików, a w 1932 do Stowarzyszenia Byłych Katorżan i Zesłańców Politycznych.
Podczas II wojny światowej naczelnik punktu obrony przeciwlotniczej w Moskwie.
W 1955 został odznaczony sowieckim Orderem Lenina oraz PRL-owskim Orderem Sztandaru Pracy I klasy za aktywną działalność rewolucyjną.